# Peter Swinnen
Peter Swinnen (1972) is een Belgisch architect.
Peter Swinnen studeerde aan de Architectural Association School of Architecture in Londen en het Sint-Lucas Architectuur Instituut Brussel. Hij liep stage bij Luc Deleu/T.O.P. Office, waar hij werkte aan De Onaangepaste Stad. Tussen 1997 en 2002 was hij architectuurjournalist voor De Tijd. In 1997 richtte hij het intussen internationaal bekende architectuurbureau 51N4E op, dat hij leidde tot 2014. Tussen 2010 en 2015 werd Swinnen gevraagd het publiek mandaat van Vlaams Bouwmeester op te nemen. Als gastprofessor Architectuur doceerde Peter Swinnen onder meer aan de Architectural Association School of Architecture en de ETH Zürich D-ARCH. Hij publiceert internationaal over architectuur, stedenbouw en politiek. In 2018 is Peter Swinnen onderzoeker 'Architectuur en Beleid' aan de KU Leuven Faculteit Architectuur, Campus Sint-Lucas Brussel en partner-architect van CRIT. architecten. 